# 世界国際関係学会
世界国際関係学会 (International Studies Association;　ISA)は、8000人近い会員を、北米大陸、アジア、ヨーロッパ、アフリカ、ラテンアメリカなどに擁し、2018年の国際学会のプログラムによれば、大会報告希望者は8700人、実際の報告者は6000人、パネルは1300パネル、若手のポスドクなどが30％を占める学会である。　コロナ禍の時期2年ほど延期になっていたが、2022年3月のNashvilleでの国際会議は対面が3000人、オンラインが1000人程度、2023年3月のMontrealでの国際会議は、対面が5000人、オンラインが1000人程度とされている。若手も多い世界最大の国際関係学会である。　

## 概要
北米に本部を置き、北米・欧州・南米・アジア太平洋・アフリカ・オセアニア・ロシアなどの研究者により構成される、国際政治学・国際関係論・安全保障論・地域研究・国際経済・国際社会などを研究する学会であり、これらの研究分野においては世界規模の学会である。それぞれの地域に地域部会を持ち、Asia Pacific RegionもISAで3，4番目に大きな地域リージョンとして存在する。この間、オーストラリア、香港、シンガポールなどで毎年ISA Asia Pacificの会議を開催し、2023年8月8，9，10日にはTokyo、早稲田大学で開催される予定である。年次大会以外に、欧州、カナダ、南米、アジア、アフリカなどで例年5－10ちかい地域大会を開催している。
歴代の会長には、Richard Snyder, William Fox, Harold Jacobson, Bruce Russett, David Singer, Susan Strange, James Caporaso, Jacek Kugler, William Thompson, Ann Tickner, Thomas Veiss, Amitav Acharya, T. V. Paulなど各々の研究分野を代表する人物が選ばれており、2018年からはPatric Jamesが会長,　2021年は、Kristian Skrede Gleditsch,22－23年は、Deborah Avantが会長となっている。ジェンダー・クウォータ制も進んでおり、近年は女性役員も多くを占める。

## 事務局と執行部
現在事務局は、コネチカット大学にあり、スタッフは、Mark A. Boyerを事務局長に、14人のメンバーと2名の大会プログラム委員からなっている。　
Governing Council（執行部）は、25名の、3年間にわたる、会長、副会長、会計、拡大メンバー、プログラム委員、事務局長ら、25名のほかに、雑誌編集長11名、33のセクション・Caucus委員会の委員長、6つの地域の委員長からなり、総勢75名前後の大きな執行部会議が開かれる。それらをまとめるのが会長・副会長・拡大メンバー・事務局長と事務局である。特に長期にわたって事務局長を務めたThomas Volgy の時代に会員は大きく拡大して3000人規模から7000人規模へと飛躍した。また若手研究者と、米欧以外の海外研究者を包摂して行った。現在はGlobal South Caucusや、アジア太平洋など、アジア・中東、アフリカや南アジアにも会員を拡大している。

## 活動
中心的活動は年次大会と各地域での研究大会である。規模が大きいため、通常は3，4の大きなホテルの会議室を貸し切り、国際会議開催中は町の一角全体が大会参加者でおおわれる。近年は若手ドクタークラスの報告が増え、2割程度から3割近くまで若手研究者が占め、活気ある大会となっている。また、トランプ大統領が移民入国禁止令を7カ国のイスラム圏の国に出したときには、全体会を通じて中東・中央アジアなどと結ぶ国際会議ホットラインが作られた。
また研究大会以外にも、各国の言論の自由や独裁体制による知識人弾圧に対して調査委員会を設けており、声明を出すなど、自由と人権を守る姿勢も維持している。
コロナの時期一時活動は停止したが、2022年から再び活動が活発になり、2023年は多くの地域で、東京大会を含む対面の会議が開かれた。

## 日本とISA
日本とISAの関係は古く、特に1990年代に大きく関係が発展した。これはイェール大学で助教授を経て日本に戻った佐藤英夫（筑波大学元教授）の役割が大きい。日本からは、Governing Council のメンバーに、佐藤英夫（筑波大学）、猪口孝（東京大学）、羽場久美子（法政大学、のち青山学院大学）が選ばれている。Amitav Acharya会長がGlobal South を強調し、アジア・アフリカへのシフトを拡大する中で、羽場久美子（青山学院大学）が、2016-17年の副会長に選出され、アジアへの展開が拡大した。　その後羽場久美子は、アジア太平洋地域の副会長、会長にも選出されている。2021－22年には、片田さおり（南カリフォルニア大学）が副会長に選出されている。John Ikenberryは、2度、会長に立候補したが、ジェンダー・クウォータ―が強力な中、選出されなかった。ジョセフ・ナイは、Distinguished Professors Panel など、ISAで繰り返し大きな役割を果たした。残念なことに、2025年5月6日に亡くなられたが、ISAには多大な貢献をされた。
日本では、日本国際政治学会（JAIR)の40周年年次大会（1997年、佐藤英夫・鴨武彦理事長）の時に、ISAとともに大きな共同大会を開催したが、その後は、大きな共同関係は実現していない。
2023年8月、早稲田大学での大会「インド・アジア太平洋の国際関係におけるグローバルな役割：Global Role Asia-Indo Pacific in the International Relations: Anthropocene, Regional Collaboration, Security, War and Peace, Global South 」は、登録者、報告者、司会者、コメンテイターが延べ42か国、600人をこえ、インド、ASEAN, 中国、アジア各国、アメリカ、欧州を含め、多くの研究者が集う場となった。アジア太平洋会長は羽場久美子、早稲田の組織者は、弦間正彦国際交流理事、奥迫元社会科学学術院教授。ISAアジア太平洋の次期大会は、インドのジャワハルラル・ネルー大学が予定されている。
現在も、ISA(世界国際関係学会）は、IPSA(世界政治学会）と並んで、政治学・国際政治学の世界最大の組織であり、若手研究者が就職前後に国際学会での報告を積み重ね、論文を雑誌に掲載する登竜門であり、また中堅、壮年、大家にとっても世界の代表的な国際関係研究者が報告し、世界最先端の研究成果をそれぞれの分野で、吸収し、知己と知識を拡大するアリーナとなっている。2000年代初めまでは日本からの参加者が常に40人近くを占めていたが、現在は、中国、インド、韓国､ASEANの国々の学生や研究者の参加が多く、日本は減少している印象がある。世界最大の国際関係学会であるがゆえに、多くの研究者の継続的参加が求められる。